# NGC 832
NGC 832 是三角座的一個雙星系統。1865年，普鲁士天文学家海因里希·路易·达雷發現了該天體。1879年12月6日，法國天文學家讓·瑪里·愛德華·史提芬也觀測到了這一天體。